# Cricotopus bimaculatus
Cricotopus bimaculatus är en tvåvingeart som beskrevs av Tokunaga 1936. Cricotopus bimaculatus ingår i släktet Cricotopus och familjen fjädermyggor. Inga underarter finns listade i Catalogue of Life.